# Căinelu de Sus, Hunedoara

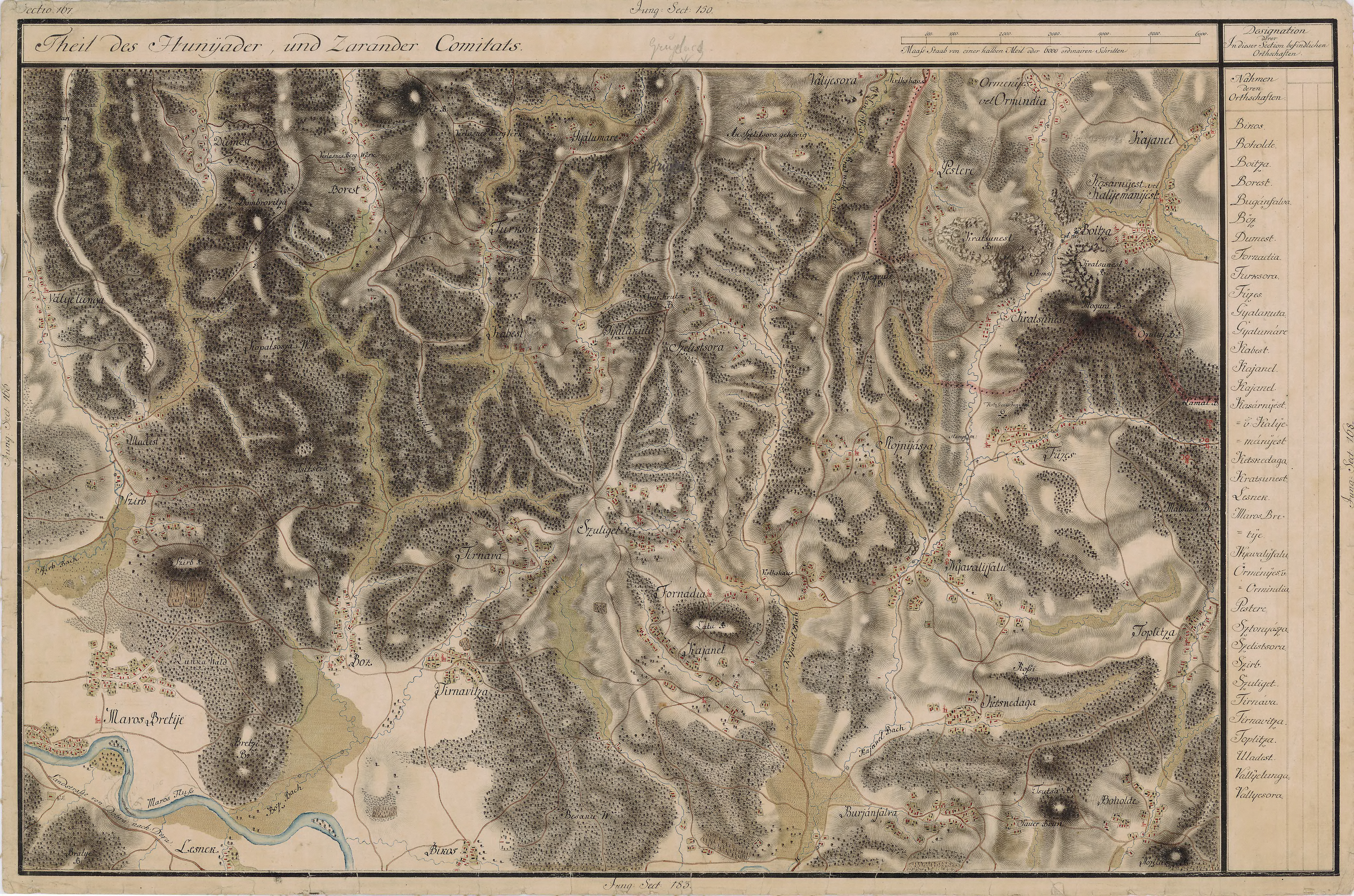
Căinelu de Sus în Harta Iosefină a Transilvaniei, 1769-1773

Căinelu de Sus este un sat în comuna Băița din județul Hunedoara, Transilvania, România.
Într-un act din anul 1330 se vorbește despre un sat cu numele „Kayanthw”, „Kayantheu” sau „Kayanfew”, care nu este altul decât Căinelu de Sus.